# Ermanno Giglio-Tos
Ermanno Giglio-Tos (ur. 25 sierpnia 1865 w Chiaverano, zm. 18 sierpnia 1926 w Turynie) – włoski zoolog specjalizujący się w anatomii porównawczej i entomologii.

## Życiorys
Był synem Domencia i Virginii Giglio. Uczęszczał do szkoły średniej w Ivrei. W 1886 roku rozpoczął studia na Wydziale Nauk Przyrodniczych Uniwersytetu w Turynie. Ukończył je w 1889 roku i od razu zatrudniony został jako asystent w miejscowym muzeum zoologicznym, kierowanym przez Michelego Lessonę. Od 1891 do 1902 roku nauczał anatomii porównawczej jako asystent Lorenza Camerano. W 1902 roku został profesorem zoologii porównawczej, anatomii i fizjologii na Uniwersytecie w Cagliari. W 1908 roku otrzymał od ministerstwa środki na założenie w San Bartolomeo Instytutu Biologii Morskiej Morza Tyrreńskiego. W 1910 roku został kierownikiem katedry zoologii i anatomii porównawczej na Uniwersytecie Florenckim. W 1914 i 1915 roku przebywał w Pawii. W 1916 roku wrócił do Cagliari, aby wkrótce udać się do Turynu. W 1918 roku uzyskał zgodę od Comitato talassografico italiano na dokończenie budowy wspomnianego Instytutu i wrócił do Cagliari. W 1925 roku przeniósł się do Turynu, gdzie został kierownikiem Muzeum Zoologicznego. Zmarł w tymże mieście w 1926 roku.

## Praca naukowa
Giglio-Tos zajmował się różnymi dziedzinami zoologii, w tym systematyką, entomologią, anatomią i fizjologią porównawczą zwierząt, embriologią, biologią rozrodu i rozwoju, histologią i cytologią.
Na początku jego zainteresowania skupiały się na badaniu owadów. Specjalizował się w dipterologii i szeroko rozumianych owadach ortopteroidalnych, w tym modliszkach, karaczanach, straszykach i prostoskrzydłych. Muchówkom poświęcił m.in. czterotomowe Ditteri del Messico, jednak to z prac o tych pozostałych był najbardziej znany. Dzięki dostępowi do różnych europejskich kolekcji opisał rozliczne nowe taksony. W szczególności wprowadził nową systematykę modliszek (wówczas w randze rodziny) – grupy uprzednio zaniedbanej i słabo poznanej. W późniejszych latach poświęcił się badaniom porównawczym zwierząt z różnych grup. Oprócz wymienionych uprzednio pisał także m.in. o płazach, ptakach, ssakach, motylach czy pluskwiakach.
W czterotomowej pracy „Les problèmes de la vie. Essai d'une interprétation scientifique des phénomènes vitaux” podjął próbę stworzenia nowej, mechanistycznej fundamentalnej teorii biologicznej, upatrując się źródła życia w fizycznych i chemicznych właściwościach materii. W darwinistycznej selekcji naturalnej upatrywał się jedynie siły destruktywnej, podczas gdy za tworzenie życia odpowiedzialna miała być symbioza biomolekuł w biomory, organizujące się następnie w biomonady.